# Ashin Wirathu
Ashin Wirathu est un nom birman ; les principes des noms et prénoms ne s'appliquent pas ; U et Daw sont des titres de respect.
Ashin Wirathu (en birman : ဝီရသူ)  (né le 10 juillet 1968 à Kyaukse dans la région de Mandalay) est un moine bouddhiste birman du theravāda, à la tête du mouvement 969 s'attaquant aux Rohingya, une minorité musulmane.

## Biographie
Ashin Wirathu est le leader du mouvement 969 et un membre influent de l'association Ma Ba Tha (မဘသ) qui prônent notamment le boycott des commerces musulmans et l'interdiction des mariages inter-religieux. 
Il est accusé d'attiser la haine raciale et religieuse, crime pour lequel il est condamné en 2003 à 25 ans de prison. Il est libéré en 2012 lors d'une amnistie nationale. Il publie alors des livres appelant à défendre la « race » et la « nation » face à la « menace » que représenteraient les musulmans. En 2013, le ministre des Affaires religieuses déclare à leur propos : « Nous sommes dans une économie de marché, les gens consomment ce qu’ils veulent. On ne peut pas l’empêcher. Les sermons de Wirathu appellent à l’amour et à la compréhension entre les religions. »
En mai 2019, un mandat d’arrêt pour « sédition » est émis contre lui. Il se rend à la police en novembre 2020, peu avant les élections législatives, au terme de dix-huit mois de cavale. Il appelle à cette occasion à en finir avec le pouvoir « maléfique » de la Ligue nationale pour la démocratie et, réitérant son soutien au Parti de l'union, de la solidarité et du développement de l'ancienne junte, demande à ses « confrères moines de tout le pays de demander à leurs fidèles de voter pour les partis œuvrant pour la protection de la race et de la religion ». Il est libéré en septembre 2021 par la junte issue du coup d’État de février 2021.

## Médiatisation

### Critiques dans la presse
En 2013, le journaliste David Aaronovitch écrivait à son propos : « L’Hitler de Birmanie est bouddhiste et ses juifs sont les musulmans rohingyas. » En juillet 2013 le magazine Time le met à la une comme étant « le visage de la terreur bouddhiste » ; sa diffusion est interdite en Birmanie. Le magazine The Economist le décrit comme un « chauviniste notoire », pour qui « le bouddhisme est l'équivalent d'un nationalisme étroit ». Interviewé par le GlobalPost, il a déclaré : « […] les musulmans sont comme la carpe africaine. Ils se reproduisent rapidement, sont très violents et se mangent entre eux. Même s'ils sont une minorité ici [en Birmanie], nous souffrons du fardeau qu'ils nous amènent. »
On le surnomme le « ben Laden birman ». Son mouvement fait un large usage des réseaux sociaux pour diffuser des propos islamophobes qui se sont faits de plus en plus violents dans la période préélectorale des élections législatives de novembre 2015, favorisant la volonté du gouvernement d'exclure de ces élections les candidats musulmans et les électeurs rohingyas,.
Le clergé bouddhiste réagit en mars 2017, en lui interdisant de prêcher. Cependant, Ashin Wirathu continue d'organiser des rassemblements de milliers de personnes où il se présente, un sparadrap collé sur la bouche, avec un magnétophone qui diffuse ses anciens discours.

### Documentaire
Un film documentaire, Le Vénérable W., (2017) a été réalisé par Barbet Schroeder dans le cadre de sa « trilogie du mal ».